# Florian Bichir
Florian Bichir (n. 29 iulie 1973, București, România) este un istoric și publicist român.
Este doctor în istorie, doctor în științe politice și doctor în teologie. Absolvent al Colegiului Național de Apărare. Cadru didactic la Universitatea Națională de Apărare „Carol I”. Cercetător științific la Centrul de Istorie și Civilizație Europeană din Iași al Academiei Române și membru al Comisiei Române de Istorie Militară (CRIM).
În perioada 2012-2018 a fost membru al Colegiului Consiliului Național pentru Studierea Arhivelor Securității (CNSAS), cu rang de ministru secretar de stat.

## Biografie
Din 1991 lucrează în presa scrisă: „Dreptatea“, „Viitorul românesc”, „Ora”, „Baricada” și „Tinerama”. 
Din 1997 până în 2009 este angajat al cotidianului „Evenimentul Zilei” ca senior-editor și ulterior publicist-comentator. 
Din 2009, editor coordonator iar din 2011, editorialist. Numeroase apariții în emisiuni TV.
Membru al Comisiei Române  de Istorie Militara (CRIM)
Membru al Consiliului Științific al revistei „Document” – Buletinul Arhivelor Militare Române
Membru al Consiliului Științific al revistei "Misiunea" - Centrul de Cercetare a Conlucrării Bisericii Ortodoxe cu Armata României „General Paul Teodorescu”
Membru al Societății de Științe Istorice din România
Membru fondator al ”Asociației Jurnaliștilor Români (AJR)”, ”Asociația Jurnaliștilor Generația ‘90 (AJG’90)” și al ”Asociației Române a Profesioniștilor Mass Media (ARPM)”. Membru al ”Uniunii Ziariștilor Profesioniști din România (UZPR)”
Premiul Gheorghe Buzatu - Secțiunea Știinte Istorice și Arheologice - Academiei Oamenilor de Știința din România (AOSR) Premiul Academiei Oamenilor de Știință din România pentru anul 2022,
Decorat de MApN cu Emblema de Merit Partener pentru Apărare clasa I
“în semn de apreciere pentru contribuții deosebite în susținerea activităților
armatei”.
Premiat de Serviciul Istoric al Armatei și Centrul de Studii și Păstrare a Arhivelor Militare Istorice cu ”Diploma de Excelență” pentru ”valoroasa contribuție la dezvoltarea istoriografiei naționale”
Premiat de revista “Gândirea Militară
Românească” - revistă de teorie și știință militară, editată de către Statul
Major General al Armatei României -pentru “contribuția de excepție la
îmbogățirea patrimoniului științei militare”. Premiul „Locotenent-colonel
Mircea Tomescu“, în domeniul Istorie militară, i-a fost acordat pentru lucrarea
“Corsarii uitați ai adâncurilor. Delfinul, Rechinul, Marsuinul”, Editura
Militară, 2014.  
Premiat cu ”Diploma de Excelență” pentru cartea de presă de Uniunea Ziariștilor Profesioniști din România (UZPR) pentru volumul ”Când Satana îți dă târcoale. Gheorghe Racoveanu, ucenicul lui Nae Ionescu, în documentele Securității”, editura Agnos 2013

## Publicații

### Lucrări proprii
- Reporter în tărâmul minunilor. 25 de popasuri mărturisitoare (Editura Lumea credinței, București, 2006)
- Polemici Ortodoxe (Editura Agnos, Sibiu, 2007) [4]
- Alegerea Patriarhului. 41 zile ale dezinformării (Editura Agnos, 2008)
- Răfuieli în duh (Editura Agnos, 2008) [5][6]
- Undercover-reportaje sub acoperire (Editura Tritonic, 2008)
- Recurs la Evanghelie (Editura Agnos, 2010) [7]
- Vânătorul de minuni (Editura Eikon, 2011) [8][9][10][11][12]
- Ortodocșii de lângă noi. Studiu istoric și canonic al Bisericii Ortodoxe de Stil Vechi din România. Documente inedite din Arhiva Securității, Editura Mirton, 2011[13]
- Letopiseț contemporan. Un compendiu național-ortodox (Editura Mirton, 2011) [14]
- Între Hristos și lichele (Editura Mirton, 2011)
- Surghiunit pentru credință (Editura Mirton, 2011)
- Dosarul "Mitropolitul Galaction Cordun" (Editura Agnos, 2012)
- Le dernier chemin de Dracula (Editura Eikon, 2013) lansată la Târgul de carte „Salon du Livre” Paris 2013 [15][16][17]; Editura Mirton, 2013, ediție bilingvă, română-franceză; Edilivre, Paris, 2013;
- Părintele Arsenie Boca în Arhivele Securității vol I, (coordonatori Dr. Florian Bichir, Romeo Petrașciuc, Raluca Toderel), Editura Agnos în colaborare cu Consiliul Național pentru Studierea Arhivelor Securității (CNSAS), 2013 [18][19]
- Când satana îți dă târcoale... George Racoveanu, ucenicul lui Nae Ionescu în Dosarele Securității, Editura Agnos, 2013
- Istoria cu becul în ochi. De la românii din Waffen SS la amantele lui Nicu Ceaușescu, Editura RAO, 2013 [20]
- Mașina de ucis amintirile. Istorii pentru mai târziu, Editura Eikon, 2014
- Părintele Arsenie Boca în Arhivele Securității vol II, Editura Agnos în colaborare cu Consiliul Național pentru Studierea Arhivelor Securității (CNSAS), 2014
- Părintele Teofil Părăian, orbul care vedea sufletele. Dosarul de Securitate al duhovnicului „iubitor de Dumnezeu“, Editura Agnos, 2014
- Corsarii uitați ai adâncurilor: Delfinul, Rechinul și Marsuinul, Editura Militară, 2014
- Pamfil Șeicaru. Un condei de geniu, strivit între două date 23 august 1944 – 23 august 1976, Editura Militară, 2014
- Andrei Scrima, poștașul lui Dumnezeu, Editura Agnos, 2014
- Război în eter. 23 august 1944 pe unde radio, Editura RAO, 2015
- Atentat la Mareșal. Ion Antonescu – ținta parașutiștilor sovietici, Editura RAO, 2015
- Părintele Arsenie Boca în Arhivele Securității vol III, Editura Agnos în colaborare cu Consiliul Național pentru Studierea Arhivelor Securității (CNSAS), 2016
- Mesianismul rus și chipurile sale, Editura Militară, 2016
- Cruciada Diviziei de Cremene. Cu tricolorul în Caucaz: viața și memoriile generalului Ioan Dumitrache, Editura Militară, 2018
- Lichidați-l pe Mareșal, Editura Mii de Cărți, 2019
- România înainte și după Mareșalul Antonescu, Editura: RAO, 2019
- Operațiunea Oculta. Francmasoneria în atenția Securității. Documente strict secrete (1984-1989), Editura: RAO , 2019
- Romanian submarines in the nets of the Soviets: Military operations into the depths of the Black Sea (1941-1944), LAP LAMBERT Academic Publishing, 2019
- Horia Agarici, vânătorul de bolșevici. Viața unui aviator în Arhivele Securității, Editura Militară, 2020
- Tărgul Mureș 1990: Zori Însângerate. Conflictele interetnice din 1989-1990 în dosarele CNSAS, (în colaborare cu Tudor Păcuraru),  Editura Evenimentul Istoric, 2021
- The most eastern point of the Axle. The Battle in Nalcik 1942, LAP Lambert Academic Publishing,  2021
- Sever Bocu (1874-1951). O viata, un ideal, un destin, (în colaborare cu Horia Dumitrescu), Editura RAO, 2022
- Horia Agarici, the Hunter of Bolsheviks. The Life of an Aviator in the Securitate Archive, LAP Lambert Academic Publishing, 2023
- Pe frontul istoriei, Editura Militară, 2024
- Femei celebre din Banatul interbelic - Marilina Bocu (1883-1970), , (în colaborare cu Horia Dumitrescu), Editura Stefadina, 2024
- În prima linie – De la Școala Superioară de Război la Universitatea Națională de Apărare „Carol I” (în colaborare), Editura UNAp, 2024

### Volume în colaborare
- „Tratatul de la Trianon și destinul României Mari” (Coordonator: Sabin Drăgulin), Capitolul ""Francmasoneria si Marea Unire”. Aspecte inedite ale activitatii masonilor romani in lupta pentru realizarea si consolidarea Romaniei Mari", Editura: MERIDIANE PUBLISHING, 2021
- "Identități etno-confesionale și reprezentări ale Celuilalt în spațiul est-european: între stereotip și voința de a cunoaște", volum coordonat de Cristina Preutu, George Enache, Editura Universității „Alexandru Ioan Cuza” Iași, 2018.
- "Armata României și Politica Națională", (coord. Comandor dr. Marian Moșneagu, col. dr. Petrișor Florea și lect.univ. dr. Cornel Popescu), editura Muzeul Brăilei „Carol I”, editura Istros, Brăila, 2015
- "Armata română și cultele", (coord. Comandor dr. Marian Moșneagu, col. dr. Petrișor Florea și col.dr. Dan Prisăcaru), editura Muzeul Brăilei, editura Istros, Brăila, 2014
- ”7 teme fundamentale pentru România”, (coord Dan Dungaciu, Vasile Iuga și Marius Stoian), și cuvânt-înainte de George-Cristian Maior, editura RAO, 2014
- ”Sfinții închisorilor în Lumea Credinței. Din rezistența României creștine împotriva ateismului comunist”, (coord. Răzvan Codrescu), editura Lumea Credinței, 2014
- ”Biserica și mass-media. Disfuncțiuni între cele două instituții” (Almanah Bisericesc 2007 – Episcopia Sloboziei și Călărașilor)
- ”Toleranța nu înseamnă slăbiciune” (”Euxin” – Institutul de Studii Sociocomportamentale și Geopolitice, 1997)